# Intoxication au cyanure
 Mise en garde médicale
L’intoxication au cyanure se produit quand un organisme vivant est exposé au cyanure. L'ion cyanure, lorsqu’il est utilisé comme poison, est généralement fourni sous forme de gaz, le cyanure d'hydrogène, HCN ou sous forme de cyanure de potassium ou de cyanure de sodium.

## Mode d'action
Les ions cyanure inhibent l'enzyme mitochondriale Cytochrome c oxydase nécessaire à la respiration cellulaire, c'est-à-dire la production d'énergie utilisable par la cellule à partir de nutriments comme le glucose et du dioxygène respiré dans l'air. Le blocage d'un processus aussi fondamental pour le fonctionnement cellulaire explique la haute toxicité du cyanure pour l'organisme entier. Le cyanure n'a rien à voir avec la cyanose, qui est une coloration bleutée de la peau et des muqueuses à la suite d'un appauvrissement du sang en dioxygène. Dans le cas d'une intoxication au cyanure au contraire, le dioxygène n'est plus consommé par les cellules et s'accumule dans le sang, créant une coloration rose intense de la peau. La dose fatale pour un humain est faible, à partir de 1,5 mg/kg. Dans le cas d'une intoxication par du cyanure d'hydrogène (gazeux), les taux de concentration atmosphériques supérieurs à 50 ppm respirés pendant plus d'une demi-heure représentent un risque important, alors que des taux de 200 à 400 ppm ou plus sont considérés comme pouvant entraîner la mort après une exposition de quelques minutes. À titre indicatif, la dose létale pour le rat est de 484 ppm pour une exposition de 5 minutes.

## Exposition et symptômes
L'intoxication aiguë par inhalation de fortes concentrations de cyanure d'hydrogène entraîne apnée, convulsions, coma, arrêt cardio-circulatoire et la mort survient en quelques dizaines de secondes. Cette inhalation peut être provoquée par la combustion de polymères contenant de l'azote, comme la laine, la soie, le polyuréthane, le vinyle. À des doses plus faibles, la perte de conscience peut être précédée par une faiblesse générale, des céphalées, des vertiges, de la confusion et une gêne respiratoire perceptible. Lors de la première phase de perte de conscience, la respiration est souvent normale, parfois même rapide, bien que l'état de la victime évolue vers un coma profond qui peut être associé à un œdème aigu du poumon et finalement conduire à l'arrêt cardiaque.
L'intoxication peut également être provoquée par une exposition chronique (exposition à une faible dose de cyanure sur une longue période). Le cyanure est présent dans certains pesticides[réf. souhaitée], dans des fumées comme celle du tabac ou d'incendies, et dans des aliments comme les amandes amères, les noyaux d'abricot, les pépins d'orange et le manioc (on trouve des cas en Afrique tropicale où cette plante est utilisée comme source alimentaire principale ; mal préparée, elle contient encore du cyanure). Cette exposition peut être compensée par un apport de vitamine B12 sous forme d'hydroxocobalamine (qui se combine avec le cyanure pour former de la cyanocobolamine, inoffensive) .
Cette exposition provoque une augmentation du taux de cyanure dans le sang et entraîne une faiblesse et divers symptômes : paralysie (qui peut être permanente), lésions nerveuses,,, hypothyroïdisme et fausses-couches,. On peut également observer des dommages sur le foie et les reins,.

## Traitement et antidotes
Le kit standard de première urgence utilisé aux États-Unis comme antidote au cyanure comporte d’abord l’inhalation d’une petite dose de nitrite d'amyle, suivie par l’injection intraveineuse de nitrite de sodium, puis de thiosulfate de sodium  par voie intraveineuse. Les nitrites oxydent une partie du fer de l'hémoglobine de l’état ferreux à l’état ferrique et transforment l'hémoglobine en méthémoglobine. Le traitement par les nitrites d'alkyle n'est pas anodin car la méthémoglobine ne peut pas transporter l'oxygène. Le cyanure se lie préférentiellement à la méthémoglobine plutôt qu’à la cytochrome oxydase, transformant la méthémoglobine en cyanométhémoglobine. Dans la dernière étape, l’injection  intraveineuse de thiosulfate de sodium transforme la cyanométhémoglobine en thiocyanate, sulfite et hémoglobine. Le thiocyanate est excrété.
Des méthodes alternatives de traitement de l'intoxication au cyanure sont utilisées dans d'autres pays. Par exemple, en France, on utilise l’hydroxycobalamine (une forme de  vitamine B12), qui se lie au cyanure pour former une molécule inoffensive, la vitamine B12a cyanocobalamine. La cyanocobalamine est éliminée dans les urines. L’hydroxycobalamine agit à la fois dans l'espace intravasculaire et à l'intérieur des cellules pour lutter contre l'intoxication au cyanure. Cette polyvalence contraste avec la méthémoglobine, qui agit seulement comme un antidote dans l'espace vasculaire. L’administration de thiosulfate de sodium améliore la capacité de l’hydroxycobalamine à contrecarrer les effets de l'empoisonnement au cyanure. Ce traitement est considéré comme efficace et inoffensif et il est administré régulièrement à Paris aux victimes ayant inhalé des fumées pour les préserver de toute intoxication associée au cyanure. Toutefois, il est relativement cher et n’est pas disponible partout.
Le 4-Dimethylaminophenol (4-DMAP) a été proposé en Allemagne comme antidote à effet plus rapide que les nitrites en raison d’une plus faible toxicité (d’après les cas rapportés). Le 4-DMAP est utilisé actuellement par les militaires allemands et par la population civile. Chez l'homme, l'injection intraveineuse de 3 mg/kg de 4-DMAP génère un taux de méthémoglobine de 35 % en une minute. Le 4-DMAP est l’un composant du Cyanokit aux États-Unis, alors qu'il n’est pas inclus dans le Cyanokit allemand à cause d’effets secondaires possibles (par exemple hémolyse).
Les sels de cobalt ont également prouvé leur capacité à se lier au cyanure. L’antidote à base de cobalt le plus couramment disponible en Europe est le dicobalt édétate ou dicobalt-EDTA, vendu sous le nom de Kelocyanor. Cet agent chélateur du cyanure se fixe sur le toxique pour former du cyanure de cobalt. Ce médicament produit un effet antidote plus rapidement que par le mécanisme de formation de méthémoglobine, mais une nette supériorité par rapport à la formation méthémoglobine n'a pas été démontrée. Les complexes du cobalt sont très toxiques, et des accidents ont été signalés au Royaume-Uni, où des patients ont reçu du dicobalt-EDTA par erreur sur la base d'un diagnostic erroné d'empoisonnement au cyanure.
Le programme international pour la sécurité chimique a publié une enquête (IPCS/CEC évaluation d’une série d’antidotes), qui énumère les antidotes suivants et leurs effets : l'oxygène, le thiosulfate de sodium, le nitrite d'amyle, le nitrite de sodium, le 4-dimethylaminophenol, l’hydroxocobalamine, et le dicobalt EDTA ('Kelocyanor'), ainsi que plusieurs autres. Les autres antidotes communément recommandés sont les « solutions A et B » (une solution de sulfate ferreux avec l’acide citrique en milieu aqueux et de carbonate de sodium en milieu aqueux) et le nitrite d'amyle.
Le Health and Safety Executive (HSE) de Grande-Bretagne s’est prononcé contre l'emploi de solutions A et B en raison de leur durée de vie limitée, du risque d’empoisonnement par le fer et de la portée limitée de la méthode (efficace seulement en cas d'ingestion de cyanure, alors que les principaux modes d'intoxication sont l'inhalation et le contact avec la peau). Le HSE a également remis en cause l'utilité du nitrite d'amyle en raison de problèmes de stockage ou de disponibilité, de risques d'abus et de l'absence de preuve de bénéfices réels, et recommandé à la place le Kelocyanor.
Des preuves tirées de l'expérimentation animale suggèrent que la coadministration de glucose protège contre la toxicité associée du cobalt liée à l’antidote dicobalt EDTA. Pour cette raison, le glucose est souvent administré en association avec cet agent (par exemple dans la formulation Kelocyanor).
Il a également été suggéré de façon anecdotique que le glucose lui-même agit comme un antidote efficace du cyanure, en réagissant avec lui pour former des composés moins toxiques qui peuvent être éliminés par l'organisme. Une thèse sur l'apparente immunité de Raspoutine au cyanure s’appuyait sur le fait que ses assassins avaient mis le poison dans des pâtisseries sucrées et du vin de Madère qui sont tous deux riches en sucre ; ainsi Raspoutine aurait reçu le poison avec des quantités importantes d'antidote. Une étude a révélé une réduction de la toxicité du cyanure chez la souris lorsque le cyanure a été mélangé avec du glucose. Néanmoins, le glucose en tant que tel n'est pas officiellement reconnu comme antidote à l'intoxication au cyanure.
Le cyanure est présent en petites quantités dans certaines denrées alimentaires. Elles sont éliminées par un métabolisme enzymatique sous l’effet de la rhodanase, qui lie le cyanure avec le thiosulfate pour produire des thiocyanates comparativement moins nocifs. Des préparations orales de rhodanase proposées en prophylaxie et en traitement de l’intoxication aiguë par le cyanure sont actuellement en cours d’essais cliniques.

## Exemples historiques

### Chambres à gaz
Le cyanure d'hydrogène sous forme de gaz était l'agent utilisé sous le régime nazi en Allemagne pour l’extermination de masse dans les chambres à gaz au cours de l’Holocauste. Il était libéré par des pastilles de zyklon B, qui était le nom commercial d’un biocide. Il a également été utilisé pour l’exécution des condamnés à mort dans les  chambres à gaz aux États-Unis, où il était produit par réaction entre le cyanure de potassium tombé dans un compartiment contenant de l’acide sulfurique directement placé au-dessous de la chaise du prisonnier dans la chambre d’exécution.

### Guerre chimique
Les cyanures ont été stockés dans les arsenaux d’armes chimiques à la fois en Union soviétique et aux États-Unis, dans les années 1950 et 1960. Au cours de la guerre froide, l'Union soviétique a été soupçonnée d’avoir planifié l'utilisation du cyanure d'hydrogène comme arme destinée à une blitzkrieg pour se frayer un chemin à travers la ligne de front ennemie, sachant que le cyanure d'hydrogène se dissiperait et permettrait l'accès sans protection à la zone conquise. Toutefois, le cyanure d'hydrogène n'a pas été jugé très efficace comme agent militaire, car il est plus léger que l'air et nécessite l’emploi d’une dose importante pour neutraliser ou tuer.
Bien qu'il n'y ait pas eu d’exemple vérifié de son utilisation comme arme, le cyanure d'hydrogène a sans doute été employé par l’Irak dans la guerre contre l’Iran et contre les Kurdes dans le nord de l'Irak au cours des années 1980.

### Suicides
Les sels de cyanure sont parfois utilisés comme dispositifs de suicide à action rapide. Le cyanure est réputé agir plus vite sur un estomac vide, peut-être parce que l'anion se combine aux protons fournis par l’acide gastrique pour former l'acide HCN.
Parmi les personnes célèbres qui se sont suicidées avec des sels de cyanure, citons :
- Paul Lafargue et son épouse Laura Marx ;
- Leonard Lake ;
- Eva Braun, épouse d'Adolf Hitler ;
- Hermann Göring ;
- Heinrich Himmler ;
- Erwin Rommel (contraint au suicide) ;
- Hans Krebs ;
- Wallace Hume Carothers ;
- Alan Turing ;
- Odilo Globocnik ;
- Ramón Sampedro ;
- Horacio Quiroga ;
- Slobodan Praljak ;
- En 1978, Jonestown au Guyana a été le théâtre d'un suicide collectif de masse, où 914 membres d'une secte, celle du Temple du Peuple, ont bu du cyanure de potassium dilué dans du jus d’orange ; trois autres membres auraient, quant à eux, été assassinés ;
- Les membres des Tigres tamouls qui opèrent dans le nord-est du Sri Lanka sont probablement l’organisation terroriste qui utilise le plus les capsules de cyanure. Chaque membre de la milice en porte une autour du cou, et l'utilise pour se suicider quand il est sur le point d'être capturé par les forces de sécurité du Sri Lanka.

### Meurtres
Il y a plusieurs cas de meurtres effectués à l'aide de cyanure :
- Les enfants Goebbels ;
- Ronald Clark O'Bryan ;
- Grigori Raspoutine (le poison ne fait pas effet)[15];
- Affaire du Tylenol empoisonné : le 30 septembre 1982, la première victime d'une série macabre meurt à Chicago après avoir absorbé une capsule d'acétaminophène (commercialisé sous le nom de Extra Strength Tylenol). Au total, sept personnes furent victimes de cet empoisonnement aux États-Unis[17],[18]. Ces capsules contenaient du cyanure en quantité suffisamment importante pour être létale pour un adulte.
- Affaire de la Josacine empoisonnée : en 1994, une fillette française est décédée à la suite de l'ingestion de Josacine empoisonnée au cyanure.
- Lev Rebet en 1957 et Stepan Bandera en 1959, tués avec un fusil spécial vaporisant le poison sur le visage, par un agent de la police soviétique.
- Wayan Mirna Salihin, empoisonnée au cyanure en consommant un café glacé.

### Terrorisme
En 2003 Al-Qaïda avait prévu de répandre du cyanure sous forme de gaz dans le métro de New York pour le 2e anniversaire des attentats du 11 septembre 2001. L'attaque avait été finalement abandonnée car elle n’aurait pas entraîné suffisamment de victimes.
En 1995, un dispositif piégé a été découvert dans une salle d’attente de la station de métro de Kayabacho à Tōkyō. Il était constitué de sacs de cyanure de sodium et d’acide sulfurique et comportait un moteur contrôlé à distance pour commander leur rupture. Ce fait a été considéré comme une tentative d’attentat par déversement de grandes quantités de cyanure d'hydrogène sans doute organisé par la secte Aum Shinrikyo

## Dans les œuvres de fiction
L'intoxication par le cyanure figure en bonne place dans le roman policier, par exemple dans Les Quatre d’Agatha Christie. Le cyanure est également l'arme du crime dans Le grand sommeil de Raymond Chandler, La Clinique du Docteur H. de Mary Higgins Clark et La logeuse, la nouvelle de Roald Dahl (parue dans son recueil Kiss Kiss en 1959). Dans la pièce de Joseph Kesselring Arsenic et vieilles dentelles, deux vieilles dames mélangent du vin avec de l’arsenic, du cyanure et de la strychnine dans le but de tuer des vieillards. Dans le livre Tueur à gage : un manuel technique pour les entrepreneurs indépendants, l'usage du cyanure pour empoisonner une substance est expliqué en détail.
Le Joker, ennemi de Batman, est également connu pour son usage des gâteaux au cyanure comme l'une de ses « armes de comédie ».
Le roman de l’auteur australien Nevil Shute sur la vie après la guerre nucléaire, Le Dernier Rivage, présente un scénario où le gouvernement australien distribue gratuitement des pilules de cyanure aux survivants qui préfèrent se suicider plutôt que d'affronter la mort par irradiation.
Dans les films et les romans de James Bond, les agents 00 ont reçu des capsules de cyanure à utiliser en cas de capture par l'ennemi. James Bond est décrit comme ayant délibérément jeté la sienne. Les assassins dans ces films ont également utilisé le cyanure comme méthode rapide de suicide comme Mr Jones dans James Bond 007 contre Dr. No , et dans L'espion qui m'aimait, où les sous-marins nucléaires britanniques et américains sont menacés d'injection de cyanure gazeux pour forcer leurs équipages à se rendre.
Dans 12.30 à Croydon, un roman de Freeman Wills Crofts datant de 1934, le protagoniste tue habilement son oncle par l'insertion de fausses pilules, sculptées dans le cyanure de potassium, dans la boîte à médicaments du vieil homme.
Dans la série télévisée 24 heures chrono, il y a de nombreux exemples où les terroristes mordent une capsule de cyanure pour éviter un interrogatoire musclé.
L’auteur de chansons satiriques Tom Lehrer a cité ce toxique au détour d'un vers dans sa chanson Empoisonnement des pigeons dans le parc : 
Quand ils nous voient venir

Les oiseaux  essayent tous de se cacher

Mais cela ne leur sert à rien

Quand ils se cachent avec le cyanure.
Le cyanure de potassium est aussi le principal ingrédient dans la fausse pilule de la mort Hideo Kojima du jeu Metal Gear Solid 3: Snake Eater. Il est un des éléments essentiels utilisés par Big Boss en cas d'urgence, il met le personnage dans un état proche de la mort jusqu'à ce qu'il renaisse à l'aide d'une autre pilule. Si Big Boss est laissé trop longtemps dans un état de mort apparente , il finit par mourir.
Dans Phoenix Wright: Ace Attorney - Trials and Tribulations, le troisième cas résolu par le joueur entraîne l’assassinat d’un programmeur avec du cyanure de potassium glissé dans son café au restaurant.
Le cyanure de potassium a également été présenté dans le roman et le film Battle Royale . Disposant d’un échantillon de la substance utilisée comme arme, Yūko Sakaki, l'un des personnages féminins, emploie le toxique pour empoisonner les spaghettis d'un autre personnage. La nourriture contaminée parvient involontairement à un autre destinataire en la personne de Yuka Nakagawa, ce qui déclenche la suite des événements dans la scène phare.
Le cyanure de potassium est également utilisé comme une méthode de suicide en 2008 dans Spirits, un remake américain d'un film d'horreur thaïlandais.
Dans l'épisode À l'amour, à la mort (épisode 21 de la saison 3) de la série NCIS : Enquêtes spéciales, Abigail Sciuto subit une tentative d'assassinat au cours du test d'identification, avec du cyanure de potassium mélangé à de la drogue pour devenir du cyanure d’hydrogène.
Dans les épisodes Anasazi et Le Chemin de la bénédiction (épisode 25 de la saison 2 et épisode 1 de la saison 3) de la série X-Files, on tente d'assassiner Fox Mulder au moyen d'une bonbonne de cyanure d'hydrogène.
Dans la série Marvel : Agent of Shield, les agents d'Hydra se suicident par capsule de cyanure contenue dans la pommette[pas clair].
Le manga Détective Conan contient de nombreux épisodes décrivant une histoire de meurtre, ou de suicide, par intoxication au cyanure.

## Sources
- (en) Cet article est partiellement ou en totalité issu de l’article de Wikipédia en anglais intitulé « Cyanide poisoning » (voir la liste des auteurs).
- Sciences et Vie Junior, hors série n°92, les poisons, février 2012